# Gilles Lefebvre
Gilles Lefebvre (* 30. Juni 1922 in Montreal; † 27. Mai 2001 ebenda) war ein kanadischer Geiger.

## Leben und Wirken
Lefebvre studierte am Collège Sainte-Marie und dann an der University of Ottawa. Daneben nahm er Violinunterricht an der École Vincent-d’Indy. Von 1942 bis 1945 diente er als Musiker in der Royal Canadian Air Force. 1946 ging er nach Frankreich und studierte bis 1947 an der École Normale de Musique de Paris. Danach besuchte er Kurse von René Benedetti, Norbert Dufourcq und anderen. In der Saison 1948–49 gab er mit dem Pianisten Colombe Pelletier mehr als 50 Recitals in Kanada.
1949 gründete er die Gesellschaft Hélicon, aus der die Jeunesses musicales du Canada (JCM) hervorgingen. Diese leitete er bis 1972. 1951 gründete er das JMC Music Camp (ab 1961 JMC Orford Arts Centre). Unter seiner Leitung entstanden auch das Journal musical canadien, der JMC Concours national und das Orchestre mondial des jeunesses musicales. 1967 wurde er als Officer des Order of Canada ausgezeichnet. Im selben Jahr war er stellvertretender künstlerischer Leiter der Expo 67 in Montreal.
Von 1972 bis 1978 war Lefebrve Direktor des Centre culturel canadien in Paris, danach bis 1983 Generaldirektor für internationale kulturelle Beziehungen des kanadischen Außenministeriums. 1985 wurde er als Chevalier des Ordre national du Québec ausgezeichnet, 1997 in die Académie des Grands Montréalais aufgenommen. Postum wurde er 2016 als Commandeur de l'Ordre de Montréal geehrt.